# Chevy Chase (Maryland)
Chevy Chase è una città e nel contempo un census-designated place degli Stati Uniti, nella Contea di Montgomery, in Maryland.
Numerosi insediamenti nella stessa zona della contea di Montgomery e uno nei dintorni di Washington portano il nome di Chevy Chase. Questi insediamenti, la città e il Census-designated place hanno una storia in comune e insieme formano un'ampia comunità cui si fa riferimento colloquialmente come Chevy Chase.
Inizialmente un sobborgo residenziale, Chevy Chase è attiguo a Friendship Heights, un distretto popolare come località per acquisti. È la sede del Chevy Chase Club e del Columbia Country Club, club privati tra i cui membri vi sono eminenti politici e residenti di Washington.
Chevy Chase era nota come la "più colta città in America" da uno studio condotto dalla Stanford Graduate School of Education, con il 93,5 per cento di adulti residenti in possesso di almeno un baccellierato.
Il nome Chevy Chase deriva da Cheivy Chace, il nome della terra conferito al Colonnello Joseph Belt da Charles Calvert, V barone Baltimore, il 10 luglio 1725. Esso ha una storica associazione con il termine francese del 1388 chevauchée, che descrive un'incursione di confine combattuta da Lord Percy d'Inghilterra e dal conte Douglas di Scozia a scopo di caccia, o un chace, nelle Cheviot Hills del Northumberland e Otterburn. La battaglia è stata ricordata nella Ballata di Cheivy Chase.